# Megan Mullally
Megan Mullally (Los Angeles, 12 novembre 1958) è un'attrice, conduttrice televisiva e comica statunitense.
È nota principalmente per il ruolo di Karen Walker nella sitcom Will & Grace, per la quale ha vinto quattro Screen Actors Guild Awards, due Emmy Awards e ha ricevuto quattro candidature ai Golden Globe. Nel 1999 ha fatto coming-out dichiarandosi bisessuale.

## Biografia
Cresciuta a Oklahoma City, Oklahoma, l'attrice è figlia di Carter Mullally Jr., attore presso la Paramount Pictures durante gli anni cinquanta, e della modella Martha Palmer. Ha studiato balletto dall'età di sei anni e lo ha esercitato in una compagnia durante gli anni del liceo.
Dopo essersi diplomata alla "Casady High School", frequenta la "Northwestern University", dove frequenta i corsi di letteratura inglese e storia dell'arte. Intanto comincia a partecipare alle attività di un teatro locale. La passione per il teatro si fa così forte, che abbandona il college e si trasferisce a Chicago, dove lavorerà in teatro per ben sei anni.
Nel 1981 si trasferisce a Los Angeles e inizia a comparire in brevi parti in film, programmi televisivi e telefilm come La signora in giallo con Angela Lansbury; debutta in The Ellen Burstyn Show e recita come guest star in sitcom popolari come Seinfeld, Frasier, Wings, Ned and Stacey (con l'altra futura attrice di Will & Grace, Debra Messing) e Mad About You.
L'attrice debutta a Broadway nel 1994 in un revival del musical Grease, nel ruolo di Marty, con Rosie O'Donnell, e successivamente recita in How to Succeed in Business Without Really Trying con Matthew Broderick. Il suo one-woman show, Sweetheart, debutta con successo a Los Angeles nel 1999.
Nel 1998 inizia a recitare nel ruolo di Karen Walker, eccentrica e ricca assistente di Grace Adler, dalla voce stridula, nella sitcom della NBC Will & Grace. La sua performance è straordinariamente divertente, tanto che per questo ruolo l'attrice si aggiudicherà ben due premi Emmy nel 2000 e nel 2006 come migliore attrice non protagonista, e tre Screen Actors Guild Award. Per il ruolo nella popolare sitcom, Megan ha sviluppato una voce di un tono molto alto (reso in italiano dalla doppiatrice Laura Latini), sebbene nei primi episodi della serie abbia usato il vero tono della sua voce. Will & Grace è finito nel maggio 2006 e Megan Mullally ha iniziato la conduzione di un suo talk show nell'autunno dello stesso anno, intitolato The Megan Mullally Show, interrotto dopo circa 70 puntate a causa dei bassi ascolti.
Il debutto cinematografico è stato nel film Risky Business - Fuori i vecchi... i figli ballano (1983), per poi recitare in Stealing Harvard e nella commedia di Martin Lawrence Un allenatore in palla (2005). L'attrice ha anche doppiato alcuni cartoni animati, come la versione degli anni novanta de I Flintstones, Batman, King of the Hill e il film della Disney Teacher's Pet. Inoltre la Mullally ha anche doppiato il cartone animato Bee Movie della DreamWorks Animation. L'attrice è comparsa in diversi spot pubblicitari, tra cui quelli dei cioccolatini M&M's.
È anche cantante nel suo gruppo chiamato The Supreme Music Program, che ha prodotto tre album: The Sweetheart Break-In, Big as a Berry e Free Again! (originariamente intitolato "The Many Moods.. Vol, 1"). L'attrice ha anche registrato un duetto con Carly Simon del brano The Right Thing To Do nella colonna sonora Will & Grace: Let the Music Out!.
Fino al 3 agosto 2008 ha inoltre vestito i panni di Elizabeth in Young Frankenstein, il musical di Mel Brooks tratto dall'omonimo film. Il ruolo di Elizabeth nella pellicola originale apparteneva a Madeline Kahn che lo rese celebre. L'attrice ha deciso di lasciare il cast di Broadway, mentre era ancora in scena lo spettacolo, per dedicarsi alle nuove serie televisiva targata ABC Bad Mother's Handbook, dove interpreta la madre della protagonista Alicia Silverstone.
Nel 1999 ha rivelato la sua bisessualità in un'intervista al The Advocate magazine, e nel 2003 si è sposata con l'attore Nick Offerman (che ha recitato nella quarta stagione di Will & Grace e fa parte del cast fisso di Parks and Recreation). Il suo primo matrimonio era stato con l'agente Michael Katcher nella metà degli anni 1990. Vive nel West Hollywood, in California, con il marito.
Nell'ottobre 2008 girarono sul web diverse indiscrezioni secondo le quali sarebbe tornata ad impersonare Karen Walker in uno spin off della fortunata sit-com Will & Grace spalleggiata dal collega Sean Hayes, interprete di Jack McFarland. La puntata pilota della serie targata NBC intitolata Karen & Jack, sarebbe dovuta andare in onda nell'autunno 2009.
Nel 2010 l'attrice è stata nel cast principale della seconda stagione della serie televisiva Party Down. A partire da ottobre 2011 Megan Mullally interpreta il personaggio di Dana Hartz (madre di Penny) nella seconda stagione della sitcom targata ABC Happy Endings. L'attrice fa parte del cast dello show Breaking In dell'emittente americana Fox a partire dalla seconda stagione iniziata il 6 marzo 2012.

## Premi e riconoscimenti
Megan Mullally ha vinto il premio Emmy due volte (2000 e 2006) come "Migliore attrice non protagonista in una serie commedia" per Will & Grace. Ha ricevuto altre sei nomination agli Emmy per la stessa categoria nelle edizioni 2001, 2002, 2003, 2004, 2005 e 2018.
Ha vinto anche quattro Screen Actors Guild Awards.

## Filmografia parziale

### Attrice

#### Cinema
- Risky Business - Fuori i vecchi... i figli ballano (Risky Business), regia di Paul Brickman (1983)
- Se ti mordo... sei mio (Once Bitten), regia di Howard Storm (1985)
- Una pazza vacanza di Natale (Last Resort), regia di Zane Buzby (1986)
- A proposito della notte scorsa... (About Last Night...), regia di Edward Zwick (1986)
- Sognando Manhattan (Queens Logic), regia di Steve Rash (1991)
- La mia adorabile nemica (Anywhere But Here), regia di Wayne Wang (1999)
- Best Man in Grass Creek, regia di John Newcombe (1999)
- Everything Put Together (Tutto sommato) (Everything Put Together), regia di Marc Forster (2000)
- Monkeybone, regia di Henry Selick (2001)
- Speaking of Sex, regia di John McNaughton (2001)
- 110 e frode (Stealing Harvard), regia di Bruce McCulloch (2002)
- Un allenatore in palla (Rebound), regia di Steve Carr (2005)
- Fame - Saranno famosi (Fame), regia di Kevin Tancharoen (2009)
- Che cosa aspettarsi quando si aspetta (What to Expect When You're Expecting), regia di Kirk Jones (2012)
- Smashed, regia di James Ponsoldt (2012)
- The Kings of Summer, regia di Jordan Vogt-Roberts (2013)
- G.B.F., regia di Darren Stein (2013)
- Una fantastica e incredibile giornata da dimenticare (Alexander and the Terrible, Horrible, No Good, Very Bad Day), regia di Miguel Arteta (2014)
- Proprio lui? (Why Him?), regia di John Hamburg (2016)
- Oh Lucy!, regia di Atsuko Hirayanagi (2017)
- Infinity Baby, regia di Bob Byington (2017)
- Lemon, regia di Janicza Bravo (2017)
- The Disaster Artist, regia di James Franco (2017)
- Che fine ha fatto Bernadette? (Where'd You Go, Bernadette), regia di Richard Linklater (2019)
- Crush (2022)
- The Fabulous Four, regia di Jocelyn Moorhouse (2024)

#### Televisione
- Ellen Burstyn Show (The Ellen Burstyn Show) – serie TV, 13 episodi (1986-1987)
- La signora in giallo (Murder, She Wrote) – serie TV, episodio 5x05 (1990)
- My Life and Times – serie TV, 6 episodi (1991)
- Ma che ti passa per la testa? (Herman's Head) – serie TV, episodi 1x05-2x23 (1991-1993)
- Rachel Gunn, R.N. – serie TV, 13 episodi (1992)
- Seinfeld – serie TV, episodio 4x18 (1993)
- Frasier – serie TV, episodio 4x13 (1997)
- Will & Grace – serie TV, 246 episodi (1998-2020) – Karen Walker
- The Pact, regia di Peter Werner (2002)
- Will & Grace: Say Goodnight Gracie, regia di Jason Raff – film TV (2006) – Karen Walker
- How I Met Your Mother – serie TV, episodio 2x10 (2006)
- The Megan Mullally Show – programma TV, 71 puntate (2006-2007)
- Boston Legal – serie TV, episodio 3x17 (2007)
- Childrens Hospital – serie TV, 64 episodi (2008-2016)
- 30 Rock – serie TV, episodi 3x01-7x09-7x10 (2008-2013)
- In the Motherhood – serie TV, 7 episodi (2009)
- Parks and Recreation – serie TV, 9 episodi (2009-2015)
- Party Down – serie TV, 10 episodi (2010)
- Happy Endings – serie TV, episodi 2x03-2x11-3x22 (2011-2012)
- Up All Night – serie TV, episodi 1x13-1x23 (2012)
- Breaking In – serie TV, 13 episodi (2012)
- Percy Jackson e gli dei dell'Olimpo - serie TV (2023-in corso)
- The Umbrella Academy - serie TV, 6 episodi (2024)

### Doppiatrice
- Fish Police – serie animata, 6 episodi (1992)
- I Flintstones - Matrimonio a Bedrock (I Yabba-Dabba Do!), regia di William Hanna (1993)
- Teacher's Pet, regia di Timothy Björklund (2004)
- Bee Movie, regia di Simon J. Smith e Steve Hickner (2007)
- Bob's Burgers – serie animata, 18 episodi (2011-2019)
- Out There – serie animata, 10 episodi (2013)
- Axe Cop – serie animata, 13 episodi (2013-2015)
- Hotel Transylvania 2, regia di Genndy Tartakovsky (2015)
- I Simpson - serie animata, episodio 32x14 (2021)

## Doppiatrici italiane
Nelle versioni in italiano delle sue interpretazioni, Megan Mullaly è stata doppiata da:
- Roberta Greganti in Monkeybone, Una fantastica e incredibile giornata da dimenticare, Proprio Lui?, Crush
- Laura Latini in Will & Grace (st. 1-8), 30 Rock, Parks and Recreation (st. 2-3)
- Giò Giò Rapattoni in Happy Endings, Percy Jackson e gli dei dell'Olimpo, The Umbrella Academy
- Tiziana Avarista in Frasier, Boston Legal
- Francesca Guadagno in Se ti mordo... sei mio
- Stella Musy in Una pazza vacanza di Natale
- Chiara Salerno ne La signora in giallo
- Emanuela Baroni in Seinfeld
- Pinella Dragani in Everything Put Together (Tutto sommato)
- Isabella Pasanisi in 110 e frode
- Aurora Cancian in Un allenatore in palla
- Franca D'Amato in Fame - Saranno famosi
- Ilaria Latini in Parks and Recreation (st. 4-5)
- Claudia Razzi in Smashed
- Roberta Pellini in The Disaster Artist
- Roberta De Roberto in Will & Grace (st. 9-11)
- Michela Alborghetti in Che fine ha fatto Bernadette?

Da doppiatrice è sostituita da:
- Emanuela Pacotto ne I Flintstones - Matrimonio a Bedrock
- Chiara Colizzi in Bee Movie
- Giò Giò Rapattoni in Hotel Transilvania 2
- Isabella Pasanisi ne I Simpson[4]
- Barbara Berengo Gardin in Carol e la fine del mondo